# NGC 4261
NGC 4261 (другие обозначения — UGC 7360, MCG 1-31-52, ZWG 42.13, VCC 345, 3C 270, PGC 39659) — эллиптическая галактика (E2) в созвездии Дева.
Этот объект входит в число перечисленных в оригинальной редакции «Нового общего каталога».
В галактике вспыхнула сверхновая SN 2001A типа Ia, её пиковая видимая звездная величина составила 18,9.
Галактика NGC 4261 входит в состав группы галактик NGC 4261. Помимо NGC 4261 в группу также входят ещё 31 галактика.